# Campeonato Sudamericano de Clubes Campeones 1969
El Campeonato Sudamericano de Clubes Campeones 1969 fue la novena edición de lo que era el torneo más importante de clubes de baloncesto en Sudamérica. Participaron 6 equipos de seis países sudamericanos: Argentina, Brasil, Chile, Ecuador, Perú y Uruguay.
Fue realizado en la ciudad ecuatoriana de Guayaquil.
El título de esta edición fue ganado por el Corinthians (Brasil).

## Equipos participantes
| País             | Equipo                     |
| ---------------- | -------------------------- |
| Argentina 1 cupo | Club Atlético Almagro      |
| Brasil 1 cupo    | Corinthians                |
| Chile 1 cupo     | Unión Española             |
| Ecuador 1 cupo   | Liga Deportiva Estudiantil |
| Perú 1 cupo      | Regatas Lima               |
| Uruguay 1 cupo   | Club Atlético Tabaré       |